# Reijo Hakanen
Reijo Hakanen (* 20. srpna 1943, Kangasala) je bývalý finský hokejový útočník. Finsko reprezentoval na mistrovství světa v ledním hokeji v letech 1965, 1966 a 1967. V roce 1972 získal ve finské hokejové lize ocenění Trofej Raimo Kilpiöna.